# 유광 (서량효후)
유광(劉廣, ? ~ ?)은 전한 후기의 제후로, 광천대왕의 손자이다.

## 행적
감로 3년(기원전 51년), 아버지 유벽병의 뒤를 이어 서량후(西梁侯)에 봉해졌다. 시호를 효라 하였고, 아들 유궁이 작위를 이었다.

## 출전
- 반고, 《한서》 권15하 왕자후표 下

| 선대 아버지 서량절후 유벽병 | 전한의 서량후 기원전 51년 ~ ? | 후대 아들 서량애후 유궁 |